# Kaito Kid
Kaito Kid (japanisch まじっく快斗 majikku Kaitō, deutsch ‚magischer Kaitō‘) ist ein seit 1987 in unregelmäßigen Abständen fortgeführter Manga des japanischen Zeichners Gōshō Aoyama, der international unter dem Titel Magic Kaito bekannt ist. Inspiriert wurde die Serie von Maurice Leblancs Arsène Lupin.

## Handlung

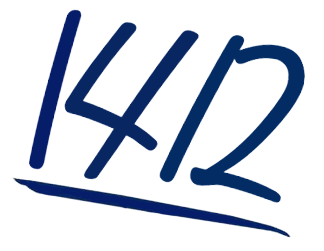
Die Zahl „1412“ lässt sich auch als „KID“ lesen

Der Manga erzählt die Geschichte des 17-jährigen Kaito Kuroba (黒羽 快斗, Kuroba Kaito), Sohn des berühmten japanischen Magiers Toichi Kuroba. Einige Zeit nachdem Kaitos Vater verstirbt, findet er eine geheime Kammer und entdeckt dessen Geheimnis: Er war der berühmte Meisterdieb 1412, der auch als Kaito Kid (怪盗キッド, Kaitō Kiddo, dt. „geheimnisvoller Dieb Kid“) bekannt ist und weltweit von der Polizei gesucht wurde.
Er findet heraus, dass sein Vater entgegen seiner Vermutung nicht bei einem Unfall auf der Bühne ums Leben kam, sondern von einer Geheimorganisation ermordet wurde. Um die Mörder zu finden, nimmt er selbst die Rolle des Meisterdiebs 1412 ein und hält die Polizei erneut mit seinen Beutezügen auf Trab. Als er den Mördern seines Vaters näherkommt, weil diese denken, er sei der echte Kaito Kid, erfährt Kaito von den Machenschaften der Geheimorganisation. Sie suchen nämlich nach dem Pandora-Juwel, welches in einem anderen wertvollen Juwel versteckt sein soll und, wenn man es gegen den Mond hält, rot leuchtet und eine Träne abgibt. Wer diese Träne trinkt, wird unsterblich. Seitdem geht Kaito offen gegen die Polizei sowie die Organisation vor. Während er nicht gerade Kaito Kid ist, geht er zur Schule und trifft dort unter anderem auch Aoko Nakamori (japanisch 中森青子, Nakamori Aoko), welche seine Kindheitsfreundin und in ihn verliebt ist, was sie aber nicht zugeben will. Aokos Vater Ginzo Nakamori (japanisch 中森 銀三, Nakamori Ginzō) ist außerdem der Kommissar der Tokioter Polizei, welche gegen Kaito ermitteln. Kaito steht somit dauerhaft unter Druck seine geheime Identität zu wahren.

## Charaktere
Kaitō Kuroba
Kaitō ist 17 Jahre alt und 1,74 Meter groß. Er ist und war ein aufgeweckter Junge, der sich dauernd mit seiner Kindheitsfreundin Aoko streitet und sie nicht selten in einen Zaubertrick zieht. Seine große Leidenschaft ist das Zaubern, so wie bei seinem verstorbenen Vater. Er kann ohne technische Hilfen seine Stimme verstellen und andere Leute perfekt nachahmen. Kaito hat panische Angst vor Fischen und kann nicht Eislaufen. Später entdeckt er das Geheimnis seines Vaters das hinter seinem Bild versteckt war und schlüpft in die Rolle des Meisterdiebs 1412. Als Kaito Kid verkleidet er sich mit Vorliebe als Frau.
Aoko Nakamori
Ein herrisches Mädchen, das nur so vor Temperament strotzt und Kaito, wenn dieser sie ärgert, andauernd durch die Gegend hetzt. Sie hat keine Ahnung, dass ihr alter Kindheitsfreund Kaito Kuroba der Meisterdieb 1412 ist. Ihr Vater ist Polizist und leitet den Fall „Kaito Kid“. Aoko mag Kaito Kid genauso wenig wie ihr Vater und versucht ihre Mitschülerinnen und Mitschüler davon abzuhalten, Kaito Kid zu bejubeln.
Inspektor Ginzo Nakamori
Ginzo Nakamori ist Inspektor bei der Polizei in Tokio und Aokos Vater. Sein größter Feind ist Kaito Kid, den er mit vollem Körpereinsatz jagt. Trotz seiner Bemühungen konnte er Kaito Kid bisher nicht in die Quere kommen. Auch er weiß nicht, dass sich Kaito Kuroba als Meisterdieb tarnt, sodass er manchmal sogar Tipps von ihm einholt, wie man den Verbrecher fassen könnte.
Kōnosuke Jii
Kōnosuke Jii ist der einzige, der von Kaitos Identität weiß. Als ehemaliger Assistent von Kaitos Vater steht er treu hinter dessen Sohn und unterstützt Kaito bei seinen Raubzügen.

## Verbindung zu Detektiv Conan
Als eine einmalige Nebenfigur taucht in Kaito Kid auch Shinichi Kudō auf, die Hauptfigur von Detektiv Conan, eines anderen Werks von Gōshō Aoyama. Weitere Kontakte finden regelmäßig in der Detektiv Conan-Reihe und später auch in den Detektiv Conan Short Stories statt. 1999 feierte Kaito Kid im dritten Kinofilm von Detektiv Conan, Der Magier des letzten Jahrhunderts, seine Premiere und nimmt dort neben Conan Edogawa die Hauptrolle ein. Auch in sechs weiteren Kinofilmen der Reihe spielt Kaito Kid eine Hauptrolle.

## Veröffentlichungen
In Japan sind fünf Bände des Mangas erschienen. In deutscher Übersetzung erschien der Manga im Manga-Magazin Manga Twister, ehe die Kapitel später auch hierzulande als Bände bei Egmont Manga veröffentlicht wurden. Bisher sind fünf Bände auf Deutsch erhältlich.
Zwischen August und Dezember 2011 erschienen die damals erhältlichen vier Bände in Japan als Neuauflage in der sogenannten Treasured Edition; im Juli 2017 folgte der fünfte Band. Diese Version der ersten vier Bände brachte Egmont Manga zwischen Oktober 2012 und Februar 2013 nach Deutschland. Seit März 2014 sind alle vier Bände auch als E-Book erhältlich. April 2018 erschien der fünfte Band ausschließlich in der Treasured Edition auf Deutsch.

## Anime-Adaptionen
TMS Entertainment produzierte 2010 eine Anime-Adaption des Mangas unter dem Titel Magic Kaitō, die am 17. April 2010 als Fernseh-Special von Animax ausgestrahlt wurde. Bis Dezember 2012 wurden in unregelmäßigen Abständen insgesamt zwölf Folgen der Serie produziert und auf dem Sendeplatz von Detektiv Conan gezeigt, als die Serie pausierte. Der Anime ist eine Umsetzung des Manga-Originals, die jedoch nicht in der ursprünglichen Reihenfolge stattfindet. Diese erste Adaption erschien zwischen Januar und Juni 2016 unter dem Titel Magic Kaito: Kid the Phantom Thief im deutschsprachigen Raum bei Kazé Anime in insgesamt vier Volumes auf DVD und Blu-ray Disc. Zusätzlich sind alle zwölf Folgen auch bei Anime on Demand verfügbar.
Von Oktober 2014 bis März 2015 lief in Japan eine zweite Serie zu Kaito Kid, die den Titel Magic Kaito 1412 trägt. Sie ist auf 24 Episoden angelegt und läuft wöchentlich auf dem Sendeplatz vor Detektiv Conan im japanischen Fernsehen. Der Anime beginnt von Neuem, sodass auch die Manga-Kapitel umgesetzt werden, die bereits in der ersten Anime-Serie Einzug fanden. Ähnlich wie bei der ersten Serie ist auch bei Magic Kaito 1412 die Reihenfolge der Episoden nicht mit der Reihenfolge der Kapitel des Mangas identisch. Zusätzlich werden einige Fälle aus Detektiv Conan neu aufgelegt und aus Kaito Kids Sicht erzählt. Am 30. Juli 2016 gab der Publisher Peppermint Anime im Rahmen der AnimagiC bekannt, dass die Serie 2017 auf DVD und Blu-ray Disc erscheinen soll sowie ab Herbst auf deren Video-on-Demand-Plattform Akiba Pass zu sehen sein soll. Im Dezember wurde bekannt, dass die Veröffentlichung der Episoden bei Akiba Pass auf das Jahr 2017 verschoben wird.
Vom 14. März 2019 bis 16. April 2019 wurde die Serie bei ProSieben Maxx ausgestrahlt.

### Synchronsprecher
| Rolle                    | Japanischer Sprecher (Seiyū) (Magic Kaito) | Japanischer Sprecher (Seiyū) (Magic Kaito 1412) | Deutscher Sprecher (Magic Kaitō) | Deutscher Sprecher (Magic Kaitō 1412) |
| ------------------------ | ------------------------------------------ | ----------------------------------------------- | -------------------------------- | ------------------------------------- |
| Kaitō Kuroba / Kaitō Kid | Kappei Yamaguchi                           | Kappei Yamaguchi                                | Julien Haggége                   | Julien Haggége                        |
| Aoko Nakamori            | Ayumi Fujimura                             | Mao Ichimichi                                   | Jenny Maria Meyer                | Josephine Schmidt                     |
| Ginzo Nakamori           | Unsho Ishizuka                             | Unsho Ishizuka                                  | Sven Gerhardt                    | Sven Gerhardt                         |
| Akako Koizumi            | Miyuki Sawashiro                           | Eri Kitamura                                    | Melanie Isakowitz                | Melanie Isakowitz                     |
| Conan Edogawa            | Minami Takayama                            | Minami Takayama                                 | Tobias Müller                    | Tobias Müller                         |
| Ai Haibara               | Megumi Hayashibara                         | Megumi Hayashibara                              | Andrea Löwig                     | Andrea Löwig                          |
| Ran Mori                 | Wakana Yamazaki                            | Wakana Yamazaki                                 | Guilana Jakobeit                 | Guilana Jakobeit                      |
| Kogoro Mori              | Rikiya Koyama                              | Rikiya Koyama                                   | Jörg Hengstler                   | Jörg Hengstler                        |
| Sonoko Suzuki            | Naoko Matsui                               | Naoko Matsui                                    | Jill Schulz                      | Jill Schulz                           |
| Saguru Hakuba            | Akira Ishida                               | Mamoru Miyano                                   | Konrad Bösherz                   | Konrad Bösherz                        |
| Touichi Kuroba           | Suuichi Ikeda                              | Suuichi Ikeda                                   | Martin Brücker                   | Martin Brücker                        |
| Ruby Jones               | Atsuko Tanaka                              | Ayumi Tsunematsu                                | Katharina Spiering               | Katharina Spiering                    |
| Jody Hopper              | Yoko Hikasa                                | Miori Takamoto                                  | Judith Hörsch                    | Judith Hörsch                         |
| Anne                     | Aoi Yuuki                                  | Ayane Taketatsu                                 | Anita Hopt                       | Anita Hopt                            |
| Nightmare                | Tobita Nobuo                               | Kenji Hamada                                    | Sebastian Jacob                  | Sebastian Jacob                       |